# Museu d'Història de la Ciutat de Luxemburg
El Museu d'Història de la Ciutat de Luxemburg, (en francès: Musée d'histoire de la Ville de Luxembourg), il·lustra la història de la ciutat de Luxemburg amb dos tipus d'exposicions la permanent i les temporals. Fundat el 22 de juny de 1996, va ser dissenyat per l'arquitecte Conny Lentz.

## Museu
A l'igual de la pròpia ciutat, el museu s'adiu l'arquitectura antiga amb extensions modernes. Està allotjat a quatre cases restaurades del segle xvii fins al segle xix que encara conserven algunes restes arqueològiques de l'edat mitjana. Exemples de com combinar edificis antics amb les expectatives dels visitants del museu són la façana de vidre i l'ascensor panoràmic que ofereix àmplies vistes de tots els pisos flotants. L'enorme gàbia de vidre de l'ascensor dona cabuda fins a 65 persones, des del pis superior es poden admirar vistes del districte Grund de la ciutat, revelant les etapes de la història de Luxemburg al llarg dels segles. També d'interès són els antics soterranis voltats que van ser descoberts durant els treballs d'excavació a començaments del decenni de 1990.
Els pisos a nivell del carrer mostren una col·lecció permanent que il·lustra el desenvolupament arquitectònic i urbanístic de la ciutat, mentre que els pisos superiors estan reservats per a exposicions temporals. Un sistema multimèdia que s'estén per tot l'edifici documenta la història de la ciutat incloent la seva cultura, política i desenvolupament social. Proporciona accés a uns deu mil documents i quasi seixanta seqüències audiovisuals.